# Isabel Oyarzábal
Pour les articles homonymes, voir Oyarzábal et Smith.
Isabel Oyarzábal Smith, née à Málaga en 1878 et décédée en exil à Mexico en 1974, est une écrivaine, actrice et diplomate espagnole.

## Biographie
Née le 12 juin 1878 à Malaga, Isabel est la troisième fille du couple formé par Juan Oyarzábal Bucelli (1835-1903), Andalou d'origine basque et l'Écossaise Ana Smith-Guthrie (1846-1930). 
En 1905, elle quitte Malaga et emménage à Madrid. Elle entre dans le monde du théâtre, dans la troupe de l'actrice María Tubau et du dramaturge Ceferino Palencia. Elle épouse leur fils Ceferino Palencia, peintre et diplomate, le 6 juillet 1909. Le couple a deux enfants, Ceferino (1910) et María Isabel (1914).  
En 1907, elle fonde la première revue exclusivement féminine en Espagne avec sa sœur Ana et son amie Raimunda Avecilla, La Dama y la Vida illustrada, qui a été publiée pendant quatre ans.
À partir de cette première expérience, Isabel entame une carrière journalistique et travaille dans les journaux tels Blanco y Negro, Nuevo Mundo, La Esfera, The Standard.
Dans ses articles, elle traite le plus souvent du rôle des femmes, leurs droits, notamment celui de vote. Elle signe sous les pseudonymes de Beatriz Galindo, Isabel de Palencia ou Isabel O. de Palencia. 
Elle donne de nombreuses conférences en Espagne et à l'étranger (États-Unis, France, Suisse, Royaume-Uni, Norvège, Suède, Finlande, Mexique) sur ses deux thèmes de prédilection : la culture espagnole et la défense des droits des femmes et des plus défavorisés. Les opinions d'Isabel étaient très appréciées dans les cercles progressistes et honnies par les conservateurs. Elle s'engage très vivement dans la lutte féministe et sociale, avec Clara Campoamor, María de Maeztu, Carmen de Burgos ou Margarita Nelken.
En 1923, avec Julia Peguero et Benita Asas, elle réclame le droit de vote pour les femmes devant le dictateur Primo de Rivera.
En 1926, elle fonde avec d'autres figures féministes, le Lyceum Club de Madrid.

## La République et l'exil
Sur le plan politique, elle adhère au PSOE et à l'UGT. Elle se présente en 1931 aux Cortes, et devient deux ans après la première femme inspectrice de travail en Espagne. Au sein de la République, elle devient la première femme ambassadrice espagnole. 
Au début de la guerre d'Espagne, elle entame une tournée de conférences dans 42 villes des États-Unis et  du Canada en 53 jours pour obtenir des soutiens pour la République attaquée. Elle rassemble ainsi, à New York, plus de 25 000 personnes au Madison Square Garden. 
En 1939, à la fin de la guerre civile, elle doit s'exiler avec sa famille au Mexique. Elle continue à écrire jusqu'à sa mort en exil, le 28 mai 1974, à l'âge de 96 ans.